# الخروج عن المسار

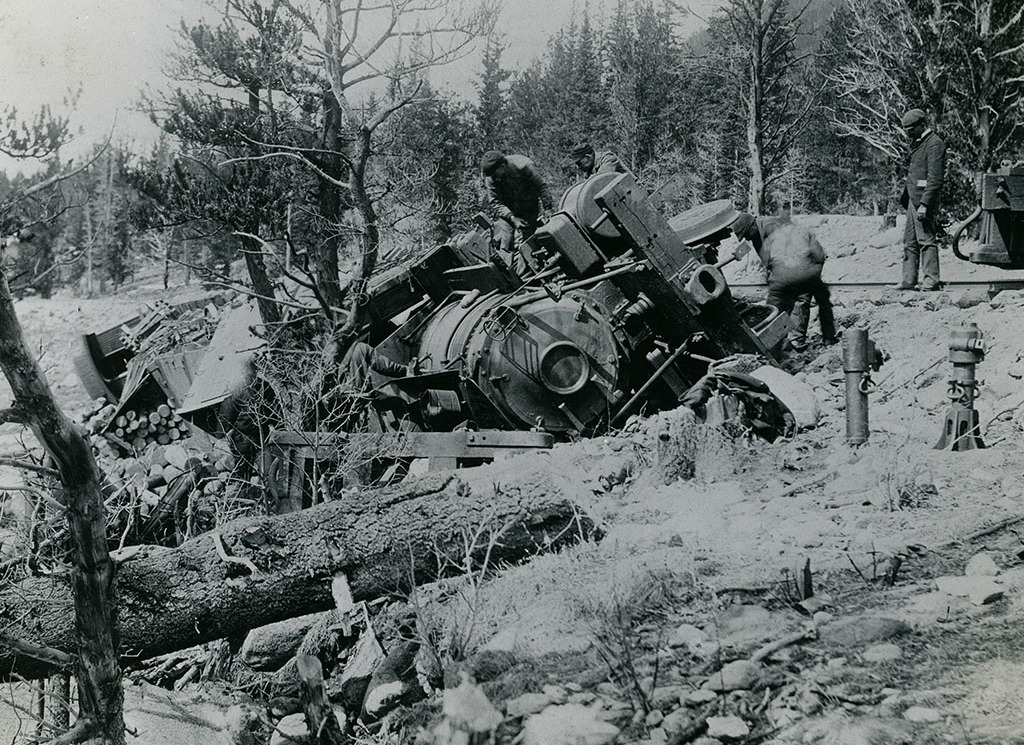
حطام قطار في ليفيك، كولورادو، عام 1897

في النقل بالسكك الحديدية، يحدث الخروج عن المسار أو الجنوح أو الانحراف عندما تخرج عربة سكة حديد مثل القطار عن قضبانها. على الرغم من أن العديد من حالات الخروج عن القضبان طفيفة، إلّا أن جميعها تؤدي إلى تعطيل مؤقت للتشغيل السليم لنظام السكك الحديدية وهي تشكل خطرًا جسيمًا محتملًا.
يمكن أن يحدث خروج القطار عن مساره بسبب الاصطدام بجسم آخر، أو خطأ تشغيلي (مثل السرعة الزائدة عبر منحنى)، أو عطل ميكانيكي في المسارات (مثل القضبان المكسورة)، أو عطل ميكانيكي للعجلات، إلى جانب مسببات أخرى. في حالات الطوارئ، يُستخدم أحيانًا الخروج المتعمد عن المسار باستخدام مخرج عن المسار أو نقاط الالتقاط لمنع وقوع حادث أكثر خطورة.

## تاريخ
يُعرف أول انحراف قطار مسجل في التاريخ بحادث سكة حديد هايتستاون في نيوجيرسي الذي وقع في 8 نوفمبر 1833. كان القطار مسافرًا بين هايتستاون وسبوتسوود، نيو جيرسي، وخرج عن مساره بعد انكسار محور في إحدى العربات نتيجة اشتعال صندوق لدفاتر اليوميات. أسفر الخروج عن المسار عن سقوط ضحية واحدة وثلاثة وعشرين إصابةً، وسُجل أن كلاً من قطب السكك الحديدية في نيويورك كورنيليوس فاندربيلت والرئيس الأمريكي السابق جون كوينسي آدامز كانا على متن القطار أثناء وقوع الحادثة، حيث كتب آدامز عن الحدث في مذكرته.